# Anapagrides aequalis
Anapagrides aequalis is een tienpotigensoort uit de familie van de Paguridae. De wetenschappelijke naam van de soort is voor het eerst geldig gepubliceerd in 1999 door Komai.